# Indice di Modigliani
L'indice di Modigliani, noto anche come indice RAP (Risk-Adjusted Performance) di Modigliani è un indicatore di performance corretto al rischio, introdotto dall'economista Franco Modigliani. L'indice in questione aggiunge all'indice di Sharpe lo scarto quadratico medio del mercato (moltiplica l'indice di Sharpe per lo scarto quadratico medio del mercato).
Con l'indice di Modigliani si vuole verificare quale è il surplus di rendimento della attività finanziaria rispetto a quella priva di rischio se il portafoglio ha una variabilità uguale a quella di mercato.
La formula dell'indice di Modigliani è espressa dalla formula:
{\displaystyle M=r_{f}+{\frac {r_{p}-r_{f}}{\sigma _{p}}}\sigma _{m}\,\!}
{\displaystyle \ r_{p}} è il rendimento del portafoglio;
{\displaystyle \ r_{f}} è il tasso d'interesse privo di rischio;
{\displaystyle \ \sigma _{p}} è la deviazione standard (o volatilità) del portafoglio;
{\displaystyle \ \sigma _{m}} è la deviazione standard (o volatilità) del mercato;
All'interno della formula di Modigliani si può vedere l'indice di Sharpe, che è la parte rappresentata dalla frazione.